# Tomas Gustafson

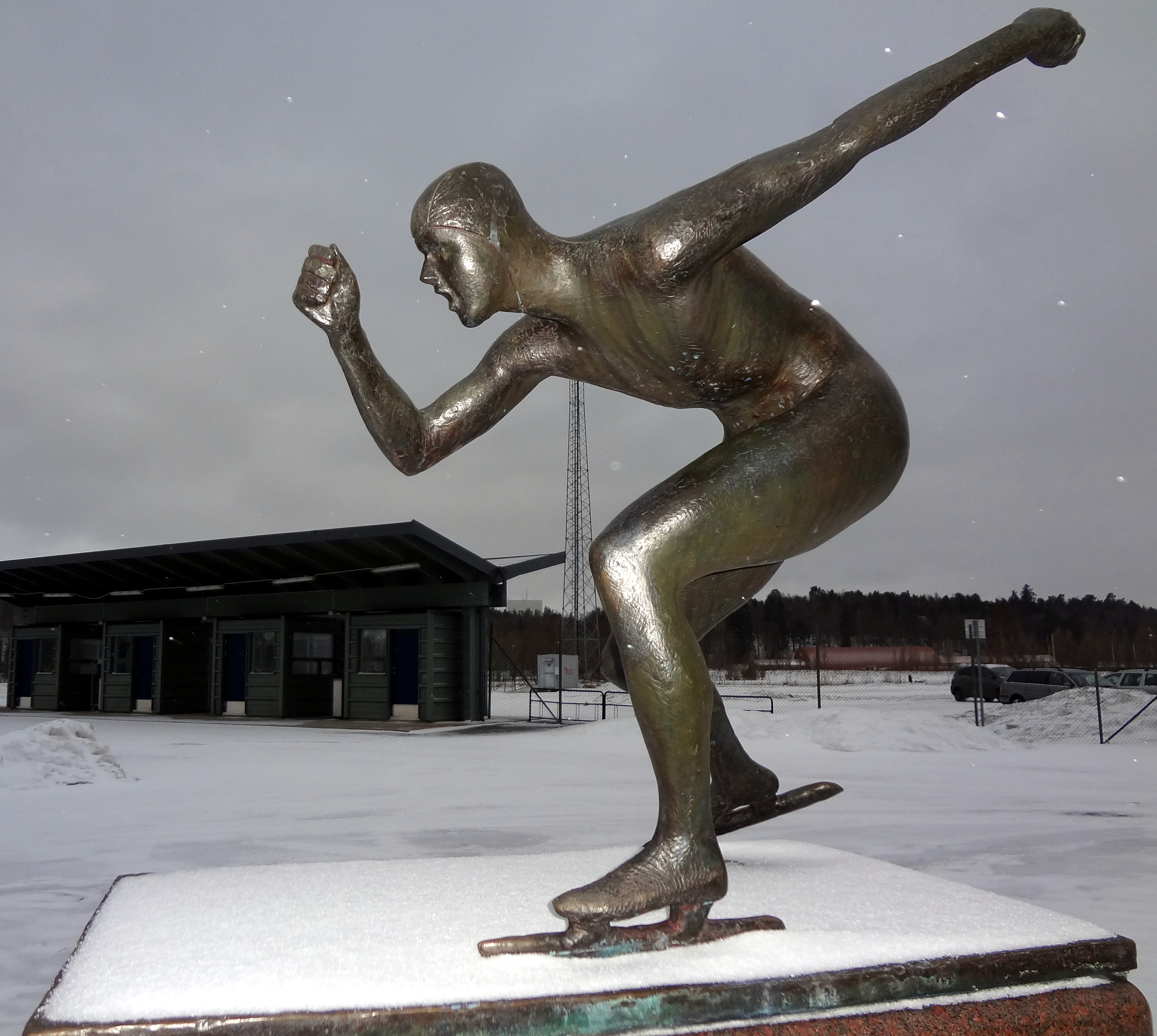
Staty föreställande skridskoåkare, gjord i brons 1990 av Thomas Qvarsebo. Placerad vid Eskilstuna Isstadion.

Sven Tomas Gustafson, född 28 december 1959 i Stora Malms församling, Katrineholm, är en svensk före detta skridskoåkare.
Tomas Gustafson är med tre olympiska guld, ett olympiskt silver och två EM-guld en av Sveriges mest framgångsrika skridskoåkare någonsin. Tomas lyckades även sätta världsrekord två gånger på 10 000 meter. Tomas Gustafson fick motta Oscarstatuetten 1982 och 1988 samt Fair Play-priset 1988.
Han växte upp i Eskilstuna och var aktiv i Eskilstuna IK och i SK Pollux. Tomas Gustafson bor sedan 2001 i Uppsala tillsammans med sin fru Elisabet Gustafson, som är en tidigare curlingspelare. Paret har två barn. Han var vice ordförande i Sveriges Olympiska Kommitté 2000–2013, och arbetar i dag som frilansande företagskonsult och föreläsare.

## Övrigt
Tomas Gustafson gjorde sin värnplikt i en idrottspluton på I 2 i Karlstad, 1978.
Han deltog i den andra säsongen av TV-programmet Mästarnas mästare i SVT.

## Meriter
- 1979 • juniorvärldsmästare (allround)[4]
- 1980 • juniorvärldsmästare (allround)[4]
- 1982 • Europamästare (allround)[4]
- 1983 • silver i VM (allround)[4]
- 1984 • OS-guld på 5 000 m, silver på 10 000 m[4]
- 1986 • brons i EM (allround)[4]
- 1988 • Europamästare (allround)[4]
- 1988 • OS-guld på 5 000 m och 10 000 m[4]
- 1990 • silver i EM (allround)[4]